# 12013 Сібатахосімі
12013 Сібатахосімі (12013 Sibatahosimi) — астероїд головного поясу, відкритий 7 листопада 1996 року.
Тіссеранів параметр щодо Юпітера — 3,617.
Названо на честь Сібатахосімі (яп. しばたほしみ(柴田星見) сібатахосімі).